# Grou (Lobera)
Grou (llamada oficialmente San Martiño de Grou) es una parroquia del municipio español de Lobera, en la provincia de Orense, Galicia.

## Toponimia
La parroquia también es conocida por el nombre de San Martín de Grou.

## Organización territorial
La parroquia está formada por una entidad de población:
- Cabaleiros

## Demografía
Gráfica demográfica del lugar de Cabaleiros y parroquia de Grou según el INE español:
| Gráfica de evolución demográfica de Grou entre 2000 y 2022 |
|                                                            |
| Datos según el nomenclátor publicado por el INE.           |